# زكريا بن برخيا

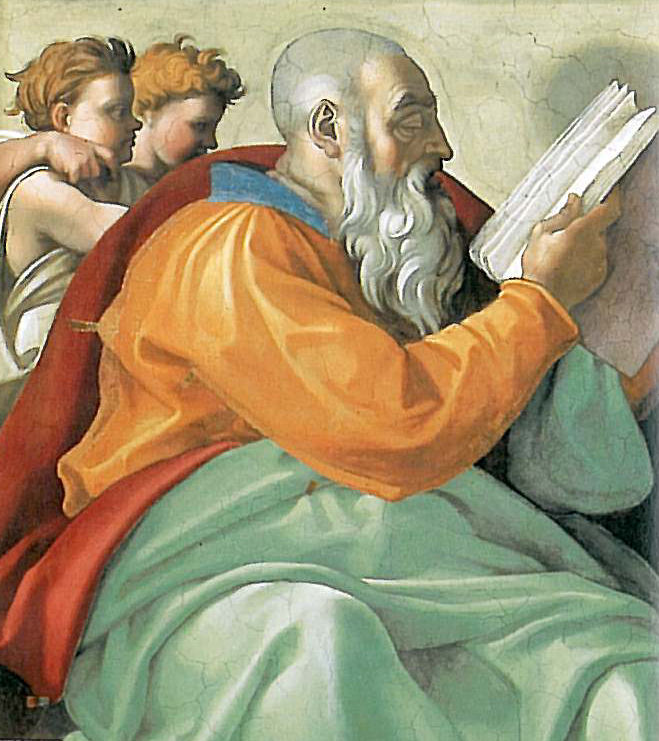
أيقونة تمثل النبي زكريا بن برخيا مرسومة في كنيسة السستين من قبل مايكل أنجلو

زكريا (بالعبرية: זְכַרְיָה) ومعنى إسمه يهوه قد ذكر هو أحد أنبياء العهد القديم وهو من الأنبياء الصغار وكاتب سفر زكريا، وهو من سبط لاوي وأبوه هو برخيا بن عدو وقد عاش زكريا في زمن الملك الفارسي داريوش الكبير وكان يحث اليهود في نبؤاته في بلاد بابل بالعودة إلى أرضهم وأن يرجعوا مبادئ اليهودية كما قدم زكريا نبؤات عن المسيح.